# George L. Berry
George L. Berry (Hawkins megye, 1882. szeptember 12. – Pressmen's Home, 1948. december 4.) az Amerikai Egyesült Államok szenátora (Tennessee, 1937–1938).